# Santa Teresa (Motul)
Santa Teresa es una localidad, comisaría del municipio de Motul en el estado de Yucatán localizado en el sureste de México.

## Toponimia
El nombre (Santa Teresa) hace referencia de Santa Teresa de Jesús.

## Demografía
Según el censo de 2005 realizado por el INEGI, la población de la localidad era de 100 habitantes, de los cuales 62 eran hombres y 38 eran mujeres.
| 145                         | 311 | 97 | 70 | 60 | 110 | 145 | 157 | 130 | 111 | 111 | 96 | 100 |
| (Fuente: INEGI [Consultar]) |     |    |    |    |     |     |     |     |     |     |    |     |

## Galería

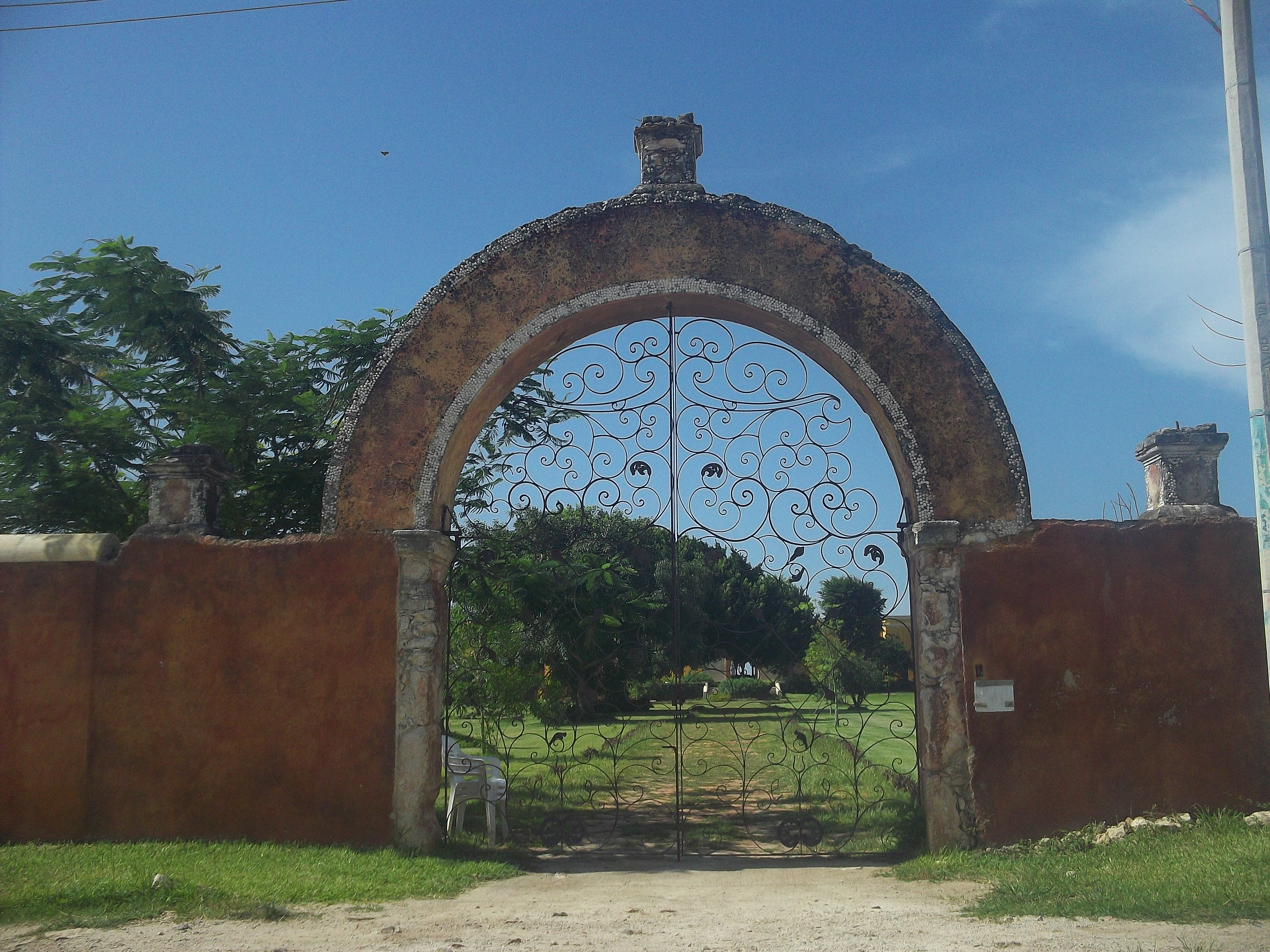
Vista de la hacienda de Santa Teresa.
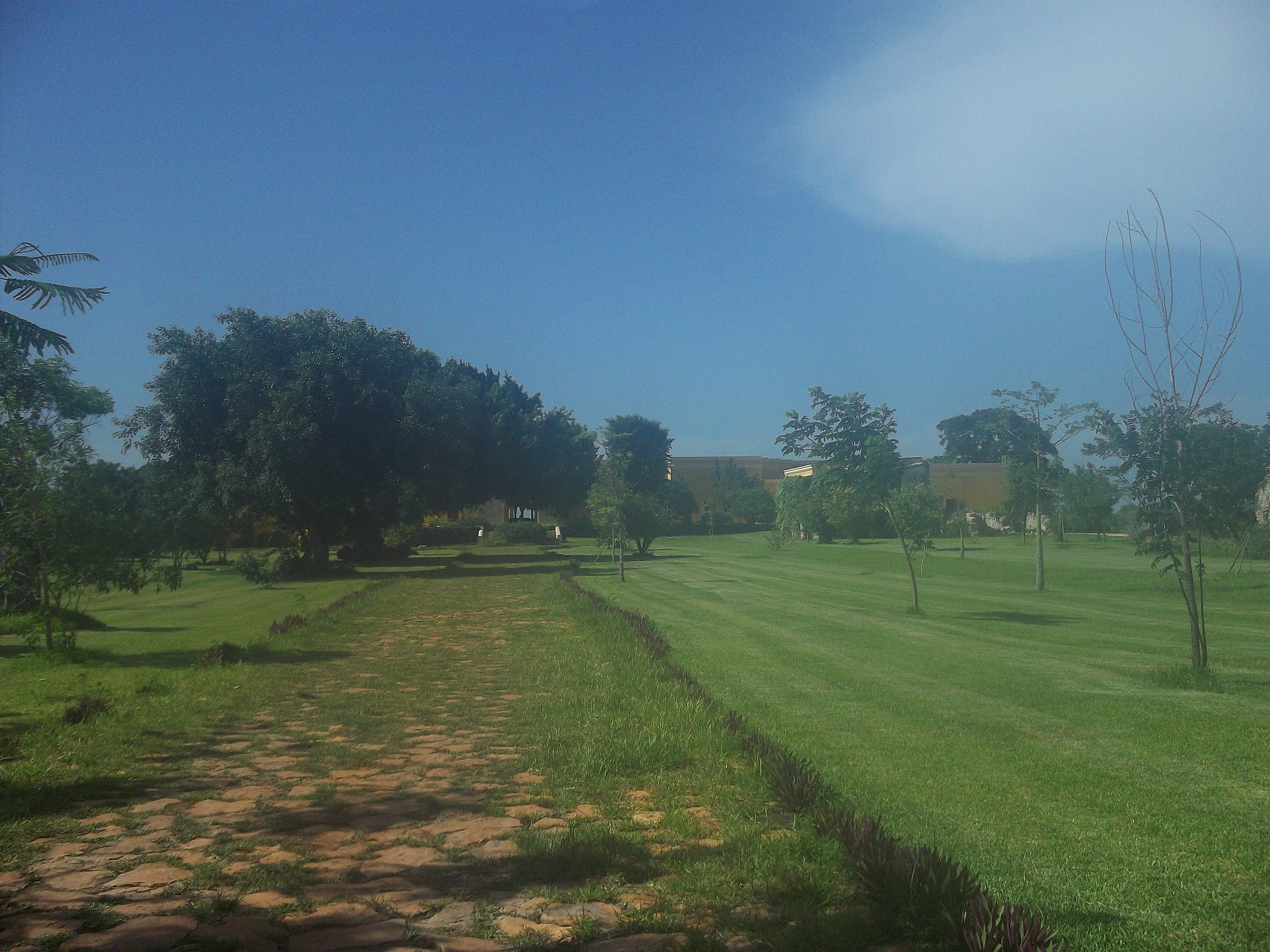
Vista de la hacienda de Santa Teresa.
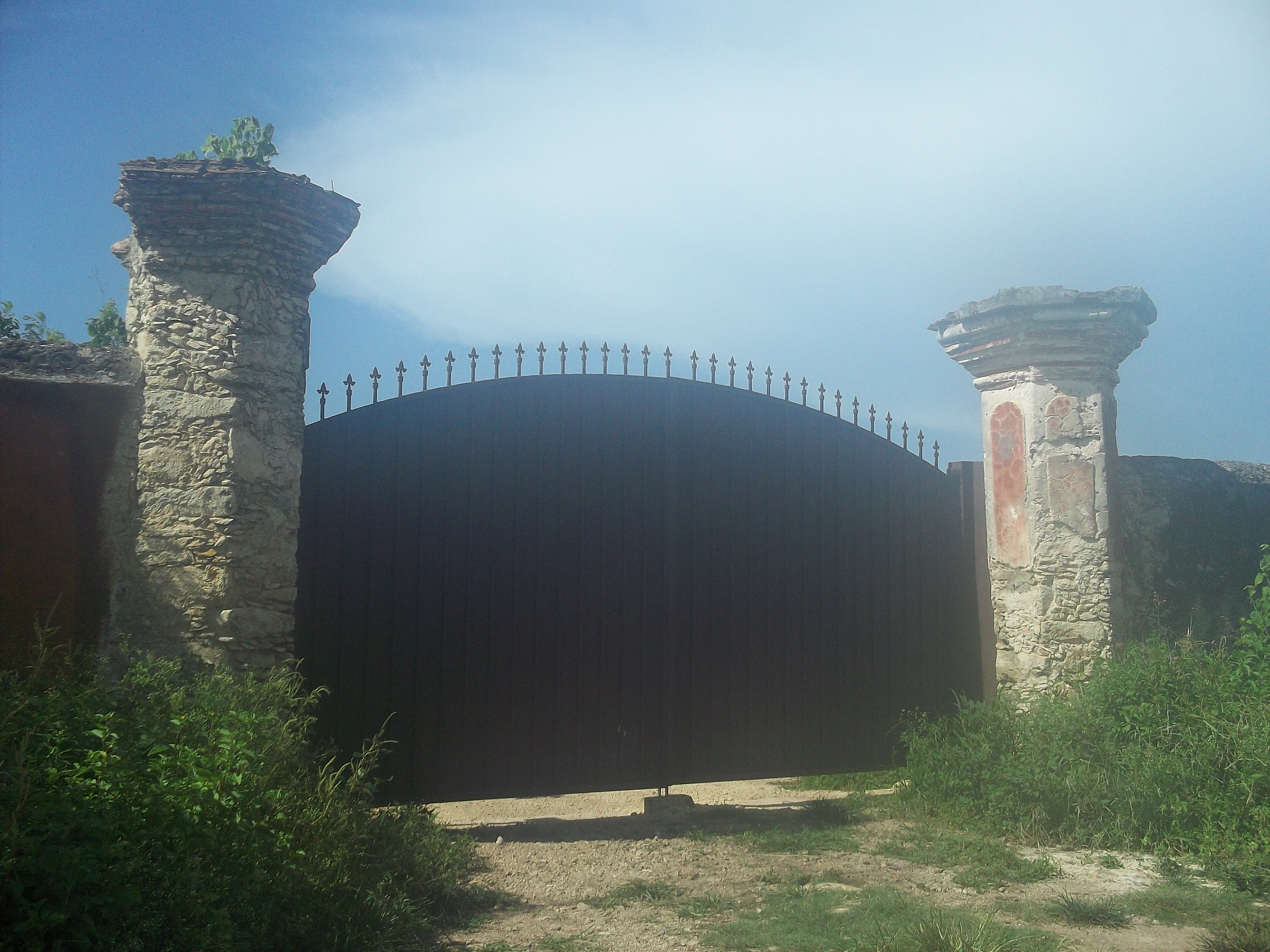
Vista de la hacienda de Santa Teresa.
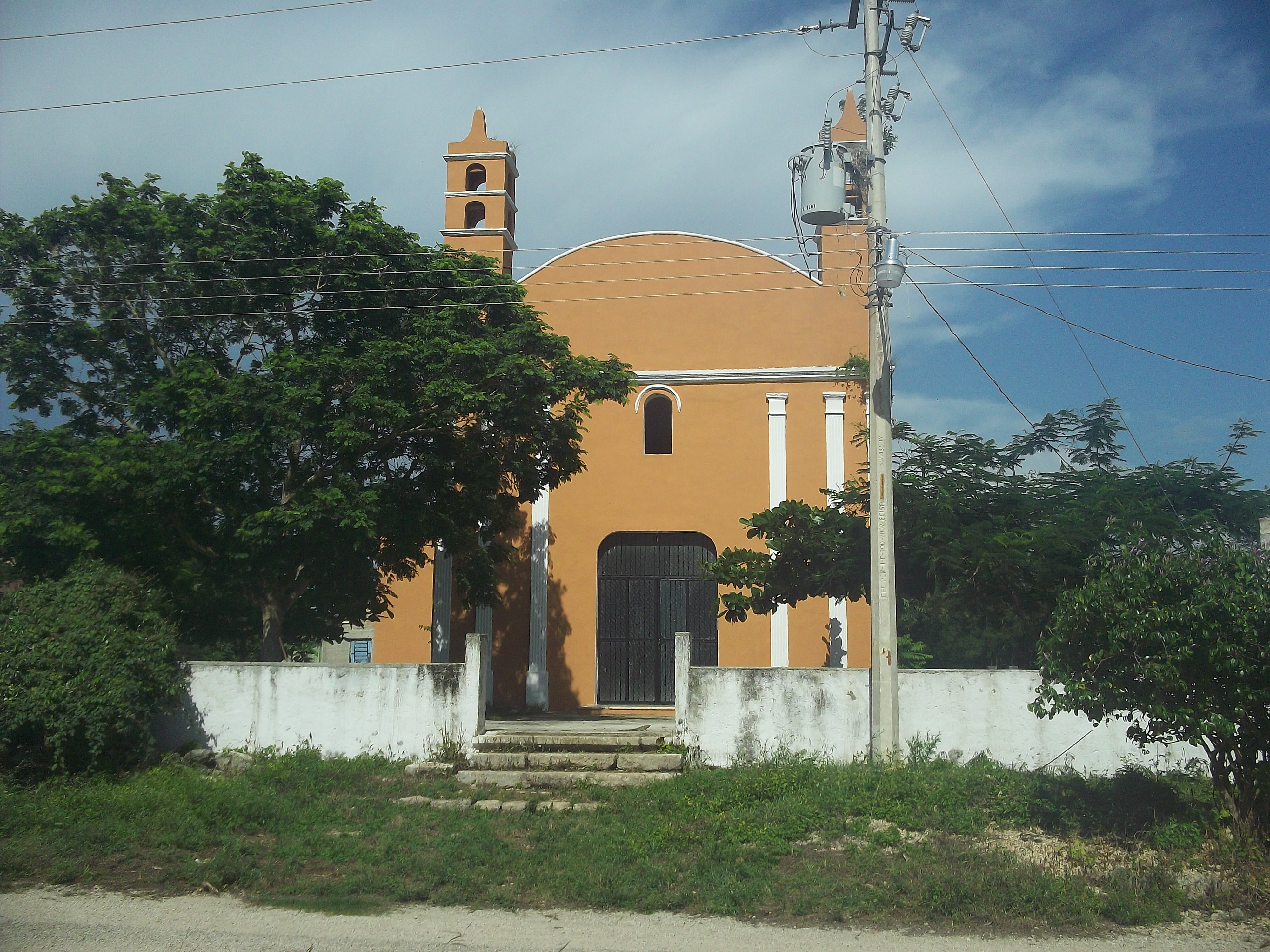
Iglesia principal de Santa Teresa.
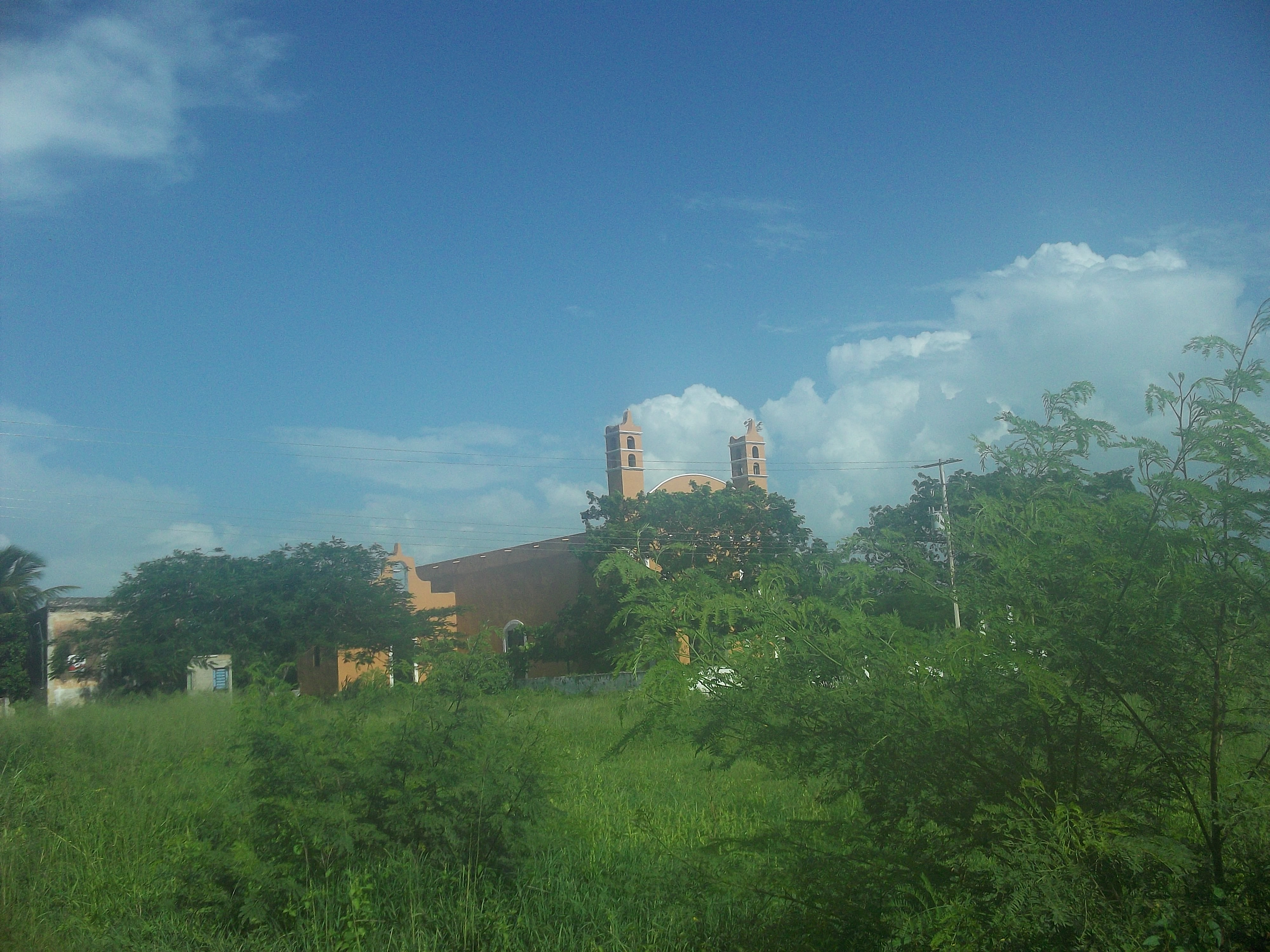
Parque principal de Santa Teresa.